# Хокей на траві

Літні Олімпійські ігри 1976. Поштова марка НДР

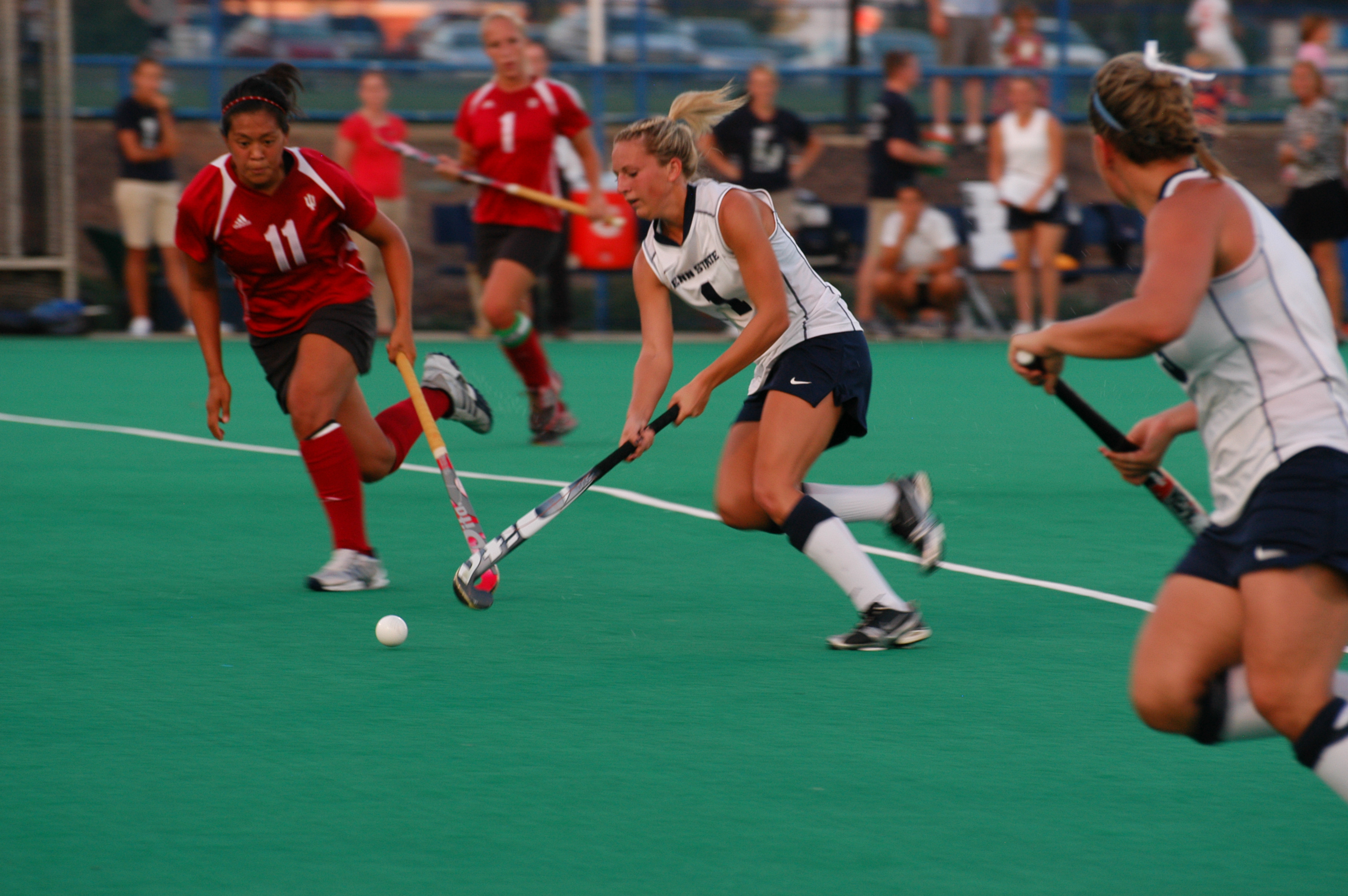
Хокей на траві

Хоке́й на траві́ — командна спортивна гра (по 11 осіб у команді) на спеціально розміченому майданчику 81-91×50-55 м протягом 60 хвилин (4 тайми по 15 хвилин з перервою). Спортивні снаряди — ключка і м'яч.

## Загальна інформація
Ігри, які нагадують сучасний хокей на траві, існували ще у II тисячолітті до н. е. в Єгипті, Персії, Греції, на Американському континенті, в Японії та інших країнах. У середині XIX століття в Європі з'явилися хокейні клуби (перший у Великій Британії у 1861 році); у 1875 році Лондонська асоціація хокею склала перший звід правил гри (остаточно вони визначилися до 1907 року). Міжнародна федерація хокею на траві (ФІХ) була заснована у 1924 році і об'єднує 127 національних федерацій (2011).
Чемпіонати світу проводяться з 1971 року серед чоловічих команд, з 1976 — серед жіночих; чемпіонати Європи серед чоловічих команд — з 1970 року; змагання на Кубок чемпіонів європейських країн з 1969 року. У чемпіонатах світу успішно виступають хокеїсти Індії, Пакистану, Нідерландів, Німеччини, Іспанії.
Хокей на траві є олімпійським видом спорту. Хокей на траві включений у програму Олімпійських ігор з 1908 року (крім 1912 і 1924) у чоловіків і з 1980 року у жінок.
Є національним спортом Пакистану.